# Nexhat Daci

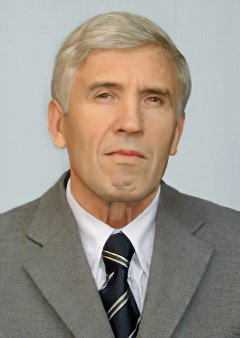
Nexhat Daci

Nexhat Daci (Tërnoci i Madh, 26 juli 1944) is een Kosovaars scheikundige en politicus. Hij is oprichter van de politieke partij Democratische Liga van Dardania. Daci behaalde zijn doctoraal in de scheikunde aan de Universiteit van Belgrado en Universiteit van Zagreb.
Daci was voorzitter van het parlement van Kosovo van 2001 tot 2006. Na het overlijden van Ibrahim Rugova werd hij waarnemend president van Kosovo, van 21 januari tot 10 februari 2006. Na de verkiezingen werd hij op die post opgevolgd door Fatmir Sejdiu.
Daci is sinds 1970 hoogleraar in de scheikunde aan de universiteit van Pristina.
Fatmir Sejdiu · Behgjet Pacolli · Atifete Jahjaga · Hashim Thaçi · Vjosa Osmani
- Gemeinsame Normdatei: 1178806219
- International Standard Name Identifier: 0000 0004 2061 1570
- Virtual International Authority File: 305466881
- WorldCat: E39PBJbWB4xXJDqhTgDKVbmGHC